# Barremiense
| Era Eratema | Periodo Sistema | Época Serie         | Edad Piso                      | Inicio, en millones de años |
| ----------- | --------------- | ------------------- | ------------------------------ | --------------------------- |
| Mesozoico   | Cretácico       | Superior / Tardío   | Maastrichtiense Maastrichtiano | 72,2±0,2                    |
| Mesozoico   | Cretácico       | Superior / Tardío   | Campaniense Campaniano         | 83,6±0,2                    |
| Mesozoico   | Cretácico       | Superior / Tardío   | Santoniense Santoniano         | 85,7±0,2                    |
| Mesozoico   | Cretácico       | Superior / Tardío   | Coniaciense Coniaciano         | 89,8±0,3                    |
| Mesozoico   | Cretácico       | Superior / Tardío   | Turoniense Turoniano           | 93,9±0,2                    |
| Mesozoico   | Cretácico       | Superior / Tardío   | Cenomaniense Cenomaniano       | 100,5±0,1                   |
| Mesozoico   | Cretácico       | Inferior / Temprano | Albiense Albiano               | 113,2±0,3                   |
| Mesozoico   | Cretácico       | Inferior / Temprano | Aptiense Aptiano               | 121,4±0,6                   |
| Mesozoico   | Cretácico       | Inferior / Temprano | Barremiense Barremiano         | 125,77                      |
| Mesozoico   | Cretácico       | Inferior / Temprano | Hauteriviense Hauteriviano     | 132,6±0,6                   |
| Mesozoico   | Cretácico       | Inferior / Temprano | Valanginiense Valanginiano     | 137,05±0,20                 |
| Mesozoico   | Cretácico       | Inferior / Temprano | Berriasiense Berriasiano       | 143,1                       |
| Mesozoico   | Jurásico        | Jurásico            | Jurásico                       | 201,4±0,2                   |
| Mesozoico   | Triásico        | Triásico            | Triásico                       | 251,9±0,024                 |

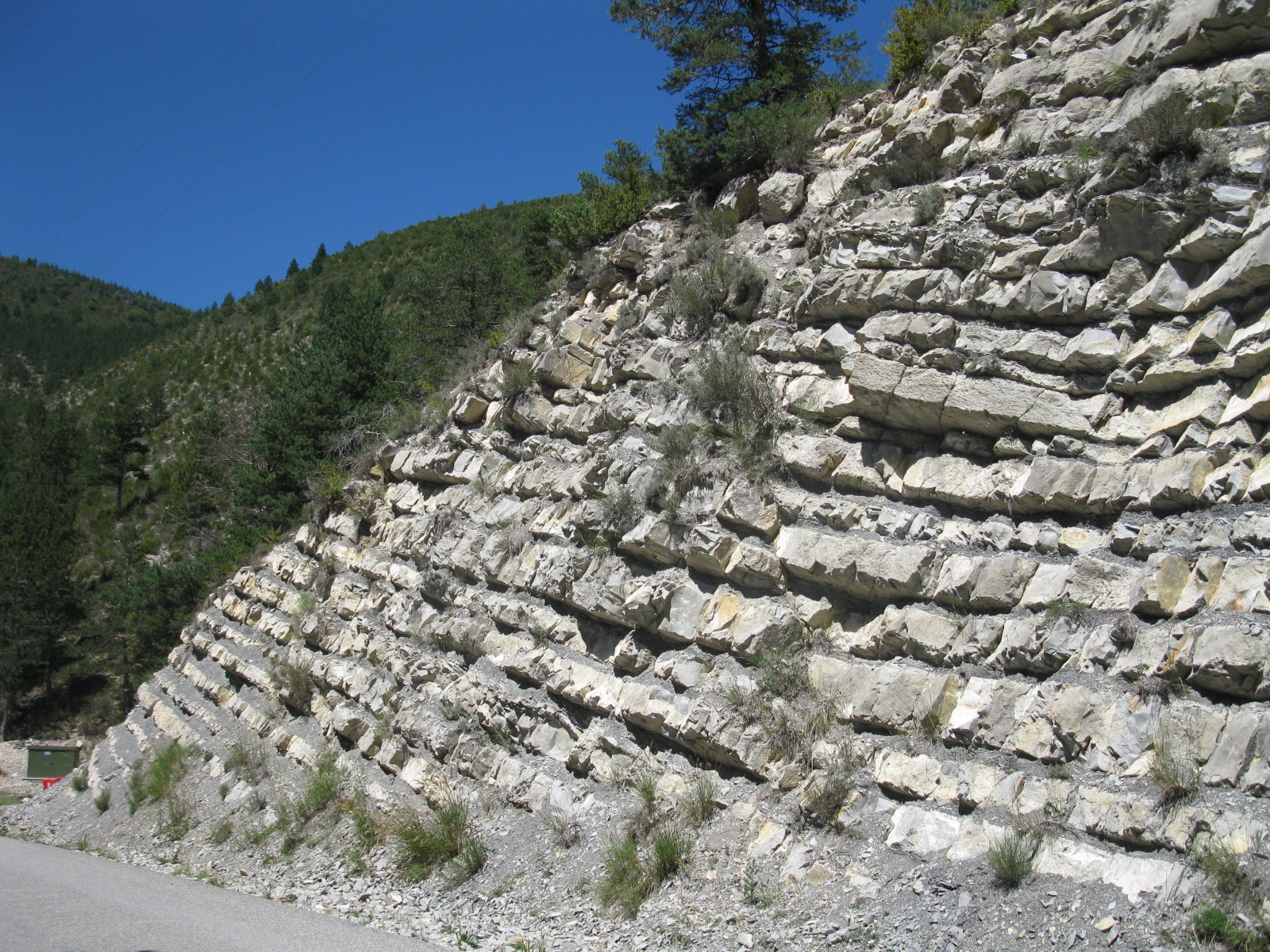
Sección clásica del Barremiense en Anglès (Alpes de Alta Provenza, Francia)

El Barremiense o Barremiano es el cuarto piso y edad del Cretácico Inferior/Temprano, en la escala temporal geológica. Sucede al Hauteriviense y precede al Aptiense. Se inició hace unos 125,77 millones de años y terminó hace unos 121,4 millones de años.
El Barremiense se introdujo en la literatura científica por el geólogo y paleontólogo francés Henri Coquand en 1862. Recibe su nombre de la ciudad de Barrême (departamento de Alpes de Alta Provenza, Francia).

## Sección estratotipo y punto de límite global (GSSP)
La sección estratotipo y punto de límite global (GSSP) para la base del Albiense encuentra en la sección del río Argos, cerca de la localidad de Caravaca de la Cruz (provincia de Murcia, España). Se caracteriza por la primera aparición del amonites Taveraidiscus hugii, dentro de la subzona NC5C de nanofósiles calcáreos y en parte inferior del cron M3r. El piso y el GSSP fueron aprobados por la Comisión Internacional de Estratigrafía y posteriormente ratificados por la Unión Internacional de Ciencias Geológicas en marzo de 2023.
El techo del Barremiense se define por la base del Albiense, pendiente de definir y formalizar por la por la Comisión Internacional de Estratigrafía, caracterizada provisionalmente por la base del cron M0r, próximo a la primera aparición de la zona de ammonites Paradeshayesites oglanlensis.